# Rido perché ti amo
Rido perché ti amo è un film del 2023 co-scritto, diretto e interpretato da Paolo Ruffini.

## Trama
Due bambini delle scuole elementari si giurano amore eterno. Tuttavia, dopo 25 anni, sembra che tutto sia perduto: Leopoldo non è più il principe azzurro di un tempo e, invece di conquistare Amanda, la fa scappare. Resosi conto di aver perso l'amore della sua vita, Leopoldo si impegna a superare i propri limiti e fare tutto il possibile per riconquistare Amanda.
Leopoldo intraprende un viaggio interiore per ritrovare la spontaneità e l'entusiasmo che aveva da bambino, sperando che ciò possa aiutarlo a riconquistare l'amore di Amanda. Coinvolge anche il suo cerchio di amici e conoscenti, che hanno seguito la loro storia nel corso degli anni.

## Distribuzione
Il film è stato distribuito nelle sale cinematografiche italiane a partire dal 6 luglio 2023.